# 1 E10 s
Za primerjavo različnih redov velikosti za različna časovna obdobja je na tej strani nekaj dogodkov, ki trajajo med 1010 in 1011 sekundami (320 in 3200 leti).
- krajši časi
- 351 let -- razpolovna doba kalifornija-249
- 418 let -- razpolovna doba srebra-108
- 432,2 let -- razpolovna doba americija-241
- 680 let --  razpolovna doba niobija-91
- 898 let -- razpolovna doba kalifornija-251
- 1000 let -- eno tisočletje = 3,16 × 1010 sekund
- 1053 let -- obstoj Bizantinskega imperija (od 395 do 1453)
- 1380 let -- razpolovna doba berkelija-247
- 1602 let -- razpolovna doba radija-226
- daljši časi